# Melanotus sugonjaevi
Melanotus sugonjaevi is een keversoort uit de familie kniptorren (Elateridae). De wetenschappelijke naam van de soort is voor het eerst geldig gepubliceerd in 1990 door Gurjeva.